# Sonamoo
Le Sonamoo (소나무?) sono state un gruppo musicale sudcoreano, formatosi a Seul nel 2014 e composto dai membri: Ji Su-min, Sung Min-jae, D.ana, Kim Na-hyun, Hong Eui-jin, High.D e Newsun.
Hanno firmato un contratto con l'etichetta discografica TS Entertainment ed hanno debuttato ufficialmente il 29 dicembre 2014, con un album di sei canzoni omonimo alla title track "Deja Vu".

## Nome
Il nome del gruppo in lingua coreana vuol dire letteralmente "pino".

## Storia
Il 29 dicembre 2014 le Sonamoo pubblicano il loro singolo di debutto, intitolato "Deja Vu", accompagnato dalla loro prima performance live. L'omonimo EP si rivela subito un successo e debutta alla vetta della classifica settimanale Gaon. Dopo aver pubblicizzato il singolo per oltre un mese, il 25 febbraio 2015 le Sonamoo iniziano a promuovere "Just Go", secondo brano tratto dall'album.
Le Sonamoo compiono la loro prima esibizione estera in occasione di un concerto a Shibuya, Giappone, il 15 marzo 2015. Il 22 maggio successivo il gruppo si esibisce invece a Singapore per il Kpop Night Out Music Matters a Clarke Quay.
Dopo alcuni mesi, ritornano il 20 luglio con il singolo "Cushion", il cui video musicale viene diffuso tramite il canale della TS Entertainment su YouTube. Il brano è coprodotto da EastWest, uNo (ex membro degli Speed) e dal fratello maggiore del rapper Zico. Due brani tratti dall'omonimo EP, intitolati "Deep" (깊어) e "Let's Make A Movie" (상영시간 무한대), sono stati scritti dai membri D.ana e Newsun.
Dopo un anno, il 29 giugno 2016 ritornano con il terzo mini album "I Like U Too Much", in cui mostrano un cambiamento di genere a 180°. I membri D.ana e NewSun hanno scritto la title track. Invece il brano "B.F.", tratto dall'omonimo album, viene prodotto, composto e scritto interamente da NewSun, che viene riconosciuta ufficialmente come una autrice di testi e compositrice nel sito ufficiale di "Naver".
Il 9 gennaio 2017 ritornano con un singolo "I Think I Love U" composto da Shin Hyuk, produttore famoso per aver partorito "Dream Girl" degli Shinee e "Growl" degli Exo. L'omonimo album è composto da quattro canzoni e di questo, il brano intitolato "Orange Cappuccino" è stato scritto dai membri D.ana e Newsun che mostrano, ancora una volta, impegno nel curare i loro album.

## Formazione
- Sung Min-jae – voce (2014-2021)
- D.ana – voce, rap (2014-2021)
- Hong Eui-jin – voce (2014-2021)
- High.D – voce (2014-2021)
- NewSun – voce, rap (2014-2021)
- Kim Na-hyun – voce (2014-2019)
- Ji Su-min – leader, voce (2014-2019)

## Discografia

### EP
- 2014 – Deja Vu
- 2015 – Cushion
- 2016 – I Like U Too Much
- 2017 – I Think I love U

### Singoli
- 2014 – Deja Vu
- 2015 – Just Go
- 2015 – Cushion
- 2016 – I Like U Too Much
- 2017 – I Think I love U

## Videografia
- 2014 – Deja Vu
- 2015 – Just Go
- 2015 – Cushion
- 2015 – I Like U Too Much
- 2017 - I Think I love U